# Александър Д. Александров (футболист, р. 1986)
Вижте пояснителната страница за други личности с името Александър Александров.
Александър Драгомиров Александров е бивш български футболист, централен защитник.

## Кариера
Родом от Шумен, Александров започва да тренира футбол в ранна детска възраст в местния клуб Волов. На 17-годишна възраст е привлечен в Черноморец (Бургас), с чийто екип дебютира в А група през сезон 2003/04. Записва 13 мача, а „акулите“ изпадат в Б група. През сезон 2004/05 той участва в 14 срещи във втория ешелон и в една за Купата на България. Черноморец завършва на предпоследно място и изпада в аматьорския футбол, а Александров преминава в елитния Черно море.
Във Варна, първо под ръководството на Илиан Илиев, а след това и на Ясен Петров, Александров се утвърждава като титуляр в отбраната на „моряците“. Той дебютира в А група на 17 септември 2005 г., при успеха с 4:0 над Беласица (Петрич). На 29 април 2006 г. Александров отбелязва първото си попадение в професионалния футбол, донасяйки на своя тим трите точки при гостуването на Пирин 1922, което е спечелено с 1:0. Много здрав физически и силен на втория етаж, през следващите сезони Александров се утвърждава като един от най-талантливите защитници в България.

### „Лудогорец“
През януари 2014 г. преминава в „Лудогорец“ . Дебютира в А ПФГ на 30 март 2014 г. в срещата „Лудогорец“-Ботев (Пловдив) 1-1 . Дебютира в Б ПФГ на 28 септември 2015 г. в срещата „Лудогорец“-ФК Созопол 3-2 .

## Успехи

### „Лудогорец“
- Шампион на A ПФГ: 2013/14, 2014/15
- Носител на купата на България: 2013/14
- Носител на суперкупата на България: 2014